# 池上二良
池上 二良（いけがみ じろう、1920年5月15日 - 2011年7月15日）は、日本の言語学者。北海道大学名誉教授。専門は満洲語、その他のツングース諸語、アイヌ語など。

## 経歴
1920年、長野県松本市生まれ。旧制松本中学（長野県松本深志高等学校）、旧制松本高等学校文科（乙類）を経て、東京帝国大学文学部言語学科卒業。大学院在学中からツングース諸語、特にウイルタ語の研究を始める。
1951年に群馬大学学芸部助教授となる。1964年より北海道大学文学部教授、1976年より同大学文学部附属北方文化研究施設長を併任する。1984年に定年退官、名誉教授、札幌大学女子短期大学部教授。1991年、同大学定年退職。
旧樺太に住むウィルタ語の研究において、話者である佐藤チヨの協力のもと、『ウイルタ語基礎語彙』を出版した。日本言語学会評議員、日本民族学会評議員を務めた。

## 受賞・栄典
- 1994年：勲三等旭日中綬章受勲。

## 家族・親族
- 叔父：元衆議院議員の池上隆祐。
- 叔父：哲学者の池上鎌三。

## 編著
- （共著）『北海道浜ことばの共通語化に関する計量社会言語学的研究』北海道大学文学部言語学研究室 1977
- 『講座言語 第2巻 言語の変化』大修館書店 1980
- 『ウイルタ語辞典』（ウイルタ語：Uilta Kəsəni Bičixəni）北海道大学図書刊行会 1997
- 『ツングース語研究』汲古書院 2001
- 『ツングース・満州諸語資料訳解』北海道大学図書刊行会 2002.3
- 『北方言語叢考』北海道大学図書刊行会 2004